# Pares craneales
Los pares craneales, también llamados nervios craneales, son 12 pares de nervios que surgen directamente del cerebro o a nivel del tronco del encéfalo para distribuirse a través de los agujeros de la base del cráneo en la cabeza, cuello, tórax y abdomen. La Nomenclatura Anatómica Internacional incluye al nervio terminal como nervio craneal, a pesar de ser atrófico en los humanos y estar estrechamente relacionado con el nervio olfatorio.
Los nervios craneales tienen un origen aparente que es el lugar donde el nervio sale o entra en el encéfalo. El origen real es distinto de acuerdo a la función que cumplan. Las fibras de los pares craneales con función motora (eferente) se originan de grupos celulares que se encuentran en la profundidad del tallo encefálico (núcleos motores) y son homólogas de las células del asta anterior de la médula espinal. Las fibras de los pares craneales con función sensitiva o sensorial (aferente) tienen sus células de origen (núcleos de primer orden) fuera del tallo encefálico, por lo general en ganglios que son homólogos de los de la raíz dorsal de los nervios raquídeos. Los núcleos sensitivos de segundo orden se encuentran en el tallo encefálico.
Los núcleos de donde parten los pares craneales se ubican en una región generalizada conocida como tegmentum que recorre el tronco del encéfalo. 
- A nivel del mesencéfalo (estructura superior del tronco del encéfalo) parten el par III y IV
- A nivel del puente troncoencefálico (estructura media del tronco del encéfalo) parten los pares V, VI, VII y VIII
- A nivel del bulbo raquídeo (estructura inferior del tronco del encéfalo) parten los pares IX, X, XI y XII

## Clasificación funcional
Según su aspecto funcional
- Los pares I, II y VIII están dedicados a aferencias sensitivas especiales.
- Los pares III, IV y VI controlan los movimientos oculares, los reflejos fotomotores y la acomodación.
- Los pares XI y XII son nervios motores puros (XI para el esternocleidomastoideo y el trapecio; y XII para los músculos de la lengua). Sin embargo, las raíces espinales del nervio accesorio, (XI par) presenta fibras sensitivas que emergen de la médula espinal, mostrando incluso un pequeño ganglio en la conjugación de los filetes radiculares con el tronco de la raíz espinal del nervio.
- Los pares V, VII, IX y X son mixtos.
- Los pares III, VII, IX y X llevan fibras parasimpáticas.

### Nervios
| Números               | Nombres                                                                | Tipo de inervación                | Origen Aparente                                           | Núcleo | Función | Localización |
| --------------------- | ---------------------------------------------------------------------- | --------------------------------- | --------------------------------------------------------- | --- | --- | --- |
| Clasificación clásica |                                                                        |                                   |                                                           | | | |
| I                     | Nervio olfatorio                                                       | Sensorial                         | Diencéfalo                                                | Núcleo olfatorio anterior | Transmite los impulsos olfativos | Se localiza en los forámenes olfatorios de la lámina cribosa del etmoides                                                                     |
| II                    | Nervio óptico                                                          | Sensorial                         | Diencéfalo                                                | Células ganglionares de la retina | Transmite información visual al cerebro | Se localiza en el conducto óptico, que parte de la fosa craneal media hacia anterior                                                          |
| III                   | Nervio oculomotor (o Nervio Motor Ocular Común)                        | Motor - Parasimpático             | Fosa Interpeduncular del Mesencéfalo                      | Núcleo oculomotor, núcleo de Edinger-Westphal                                                                                          | Inerva los músculos: elevador del párpado superior, recto superior, recto medial, recto inferior y oblicuo inferior, los cuales en forma colectiva realizan la mayoría de movimientos oculares; también inerva el esfínter de la pupila. | Se ubica en la hendidura esfenoidal |
| IV                    | Nervio troclear (o Nervio Patético)                                    | Motor                             | Mesencéfalo                                               | Núcleo troclear | Inerva el músculo oblicuo superior, el cual simultáneamente deprime (deorsumversión), abduce (rota lateralmente) y rota internamente (inciclotorsión, alrededor del eje óptico) el globo ocular | Se localiza en la hendidura esfenoidal |
| V                     | Nervio trigémino                                                       | Sensitivo - Motor                 | Puente                                                    | Núcleo principal sensorial del trigémino, núcleo espinal del trigémino, núcleo mesencefálico del trigémino, núcleo motor del trigémino | Percibe información sensitiva de la cara e inerva los músculos de la masticación (masetero y temporal) | Se ubica en la fisura orbital superior (nervio oftálmico - V1), agujero redondo (nervio maxilar - V2) y agujero oval (nervio mandibular - V3) |
| VI                    | Nervio abducens (o Nervio Motor Ocular Externo)                        | Motor                             | Margen posterior del puente                               | Núcleo Abducens | Inerva el músculo recto lateral, el cual abduce el globo ocular | Ubicado en la hendidura esfenoidal |
| VII                   | Nervio facial                                                          | Sensorial - Motor - Parasimpático | Puente (ángulo pontocerebelosos) sobre la oliva           | Núcleo facial, núcleo solitario, núcleo salival superior, [núcleo lacrimonasal]                                                        | Lleva inervación motora a los músculos encargados de la expresión facial, vientre posterior del músculo digástrico y el estapedio, recibe los impulsos gustativos de los dos tercios anteriores de la lengua y proporciona inervación secreto-motora a las salivales (a excepción de la parótida) y la glándula lagrimal | Recorre el canal auditivo interno hasta el canal del facial y sale por el agujero estilomastoideo                                             |
| VIII                  | Nervio vestibulococlear (o Nervio Auditivo o estatoacústico)           | Sensorial                         | Lateral al VII par (ángulo pontocerebeloso)               | núcleo vestibular, núcleo coclear | Percepción de sonidos, rotación y gravedad (esencial para el equilibrio y movimiento). La rama vestibular lleva impulsos para coordinar el equilibrio y el brazo coclear lleva impulsos auditivos | Se localiza en el conducto auditivo interno                                                                                                   |
| IX                    | Nervio glosofaríngeo                                                   | Sensorial - Motor - Parasimpático | Surco Retroolivar del Bulbo raquídeo                      | Nucleus ambiguus, núcleo salival inferior, núcleo solitario                                                                            | Recibe los impulsos gustativos del tercio posterior de la lengua, proporciona inervación secreto-motora a la glándula parótida e inervación motora al músculo estilofaríngeo y al músculo estilogloso. También retransmite alguna información al cerebro desde las tonsilas palatinas. Ésta se dirige al tálamo opuesto y algunos núcleos del hipotálamo | Ubicado en el foramen yugular |
| X                     | Nervio vago (o Nervio Neumogástrico)                                   | Sensorial - Motor - Parasimpático | Surco Retroolivar de la médula oblongada o Bulbo raquídeo | Nucleus ambiguus, núcleo dorsal vagal motor, núcleo solitario                                                                          | Proporciona inervación a la mayoría de los músculos laríngeos y a todos los músculos faríngeos, excepto al estilofaríngeo (inervado por el glosofaríngeo); lleva fibras parasimpáticas a las proximidades de todas las vísceras abdominales ubicadas por encima de la flexura esplénica; y recibe el sentido del gusto proveniente de la epiglotis. Controla los músculos que ayudan a articular sonidos en el paladar blando. Los síntomas del daño generan disfagia, insuficiencia velofaríngea | Se localiza en el foramen yugular |
| XI                    | Nervio espinal (o Nervio Craneal Accesorio o Nervio Espinal Accesorio) | Motor                             | Raíces craneales y espinales                              | Nucleus ambiguus, núcleo espinal accesorio                                                                                             | Controla los músculos esternocleidomastoideo y el trapecio, se superpone con funciones del vago. Los síntomas de daño incluyen incapacidad para encoger los hombros y debilidad para los movimientos cefálicos | Ubicado en el foramen yugular |
| XII                   | Nervio hipogloso                                                       | Motor                             | Bulbo raquídeo                                            | Núcleo hipogloso | Proporciona inervación motora a los músculos de la lengua (excepto al músculo palatogloso, el cual es inervado por el nervio vago y al músculo estilogloso que es inervado por el nervio glosofaríngeo) y otros músculos linguales. Importante en la deglución (formación del bolo) y la articulación de sonidos | Se localiza en el conducto del nervio hipogloso                                                                                               |
| Nervios propuestos    |                                                                        |                                   |                                                           | | | |
| 0                     | Par craneal cero (o Nervio Terminal o Nervio N o Par Craneal XIII)     | Sensitivo                         |                                                           | Trígono olfatorio, circunvolución olfatoria medial y lámina terminalis                                                                 | Investigaciones recientes indican que puede tener un papel en la detección de feromonas Se une al sistema olfatorio en embriones humanos | |

## Embriología
Los componentes del sistema nervioso sensorial de la cabeza se derivan de la cresta neural y de una población de células embrionarias que se desarrolla en las proximidades, las placodas sensoriales craneales (las placas olfatoria, del cristalino, ótiica, trigémino, epibranquial y paratimpánica). Los nervios craneales se forman a partir de la contribución de dos poblaciones de células embrionarias especializadas, la cresta neural craneal y las placodas ectodérmicas. Los pares craneales de doble origen se resumen en la siguiente tabla:
Contribuciones de las células de la cresta neural y placodas a los ganglios y los nervios craneales
| Nervio Craneal                                                       | Ganglio y Tipo | Origen de las Neuronas |
| CNI – Olfativo (Células en glia envolvente del nervio olfatorio)     | | Telencéfalo/placoda olfatoria; CCN en el prosencéfalo |
| CNIII – Oculomotor (m)                                               | Eferente visceral, ciliar | CCN en la unión prosencéfalo-mesencéfalo (diencéfalo caudal y mesencéfalo anterior)                                                                                                 |
| CNV – Trigeminal (mix)                                               | Trigeminal, aferente general | CCN en la unión prosencéfalo-mesencéfalo (de r2 a 1a AP), placoda del trigémino |
| CNVII - Facial (mix)                                                 | -Aferente superior, general y especial -Inferior: geniculado, general y aferente especial -Esfenopalatino, visceral eferente -Submandibular, visceral eferente | -CCN del cerebro posterior (de r4 a la 2a AP), 1a placoda epibranquial -1a placoda epibranquial (geniculada) -NCC del cerebro posterior (segundo AP) -Hindbrain NCCs (2nd PA)       |
| CNVIII – Vestibulococlear (s)                                        | -Acústico: coclear, aferente especial; y Vestibular, especial aferente                                                                                         | -Placoda ótica y CCN del rombencéfalo (de r4) |
| CNIX - Glosofaríngeo (mix)                                           | -Aferente superior, general y especial -Inferior, petroso, aferente general y especial -Ótico, visceral eferente                                               | -CCN del cerebro posterior (de r6 al 3er PA) -2a placa epibranquial (petrosal) -CCN del cerebro posterior (de r6 al tercer PA)                                                      |
| CNX - Vagus (mix) Rama laríngea superior; y rama laríngea recurrente | -Superior, aferente general -Inferior: nudoso, aferente general y especial -Vagal: parasimpático, visceral eferente                                            | -CCN del cerebro posterior (de r7-r8 a 4º y 6º PA) -CCN del cerebro posterior (4.º y 6.º AP); 3.º (nodoso) y 4.º placodas epibranquiales --CCN del cerebro posterior (4.º y 6.º AP) |
| CNXI - Accessorio (m)                                                | Sin ganglio * | Cerebro posterior (desde r7-r8 a AP 4); CCN (4.º AP) |

Abreviaturas: NC, nervio craneal; m, nervio puramente motor; mix, nervio mixto (sensorial y motor);CCN, células de las crestas neurales; CN, cresta neural; AP, arco faríngeo (branquial); r, rombómero; s, nervio puramente sensorial. * No se conoce ningún ganglio del nervio accesorio. La parte craneal del nervio accesorio envía ramas ocasionales al ganglio superior del nervio vago.